# Svínadalsfjall
Svínadalsfjall är ett berg i republiken Island. Det ligger i regionen Norðurland vestra, 170 km nordost om huvudstaden Reykjavík. Toppen på Svínadalsfjall är 973 meter över havet, eller 550 meter över den omgivande terrängen. Bredden vid basen är 10,7 km.
Trakten runt Svínadalsfjall är nära nog obefolkad, med mindre än två invånare per kvadratkilometer. Det finns inga samhällen i närheten. Trakten runt Svínadalsfjall består i huvudsak av gräsmarker.